# Peter Neumaier
Peter Neumaier (* 30. Juni 1967 in Ettlingen) ist ein ehemaliger deutscher Leichtathlet.

## Leben und Karriere
Er kam 1979 beim ESV Ettlingen zur Leichtathletik. 1985 wurde er in der Halle Deutscher Jugendmeister im Stabhochsprung. Im Erwachsenenbereich wurde er bei den Deutschen Meisterschaften 1990 Siebter über 200 Meter und Vierter im Zehnkampf. 1992 erreichte er im Zehnkampf Platz fünf und 1993 Platz sieben. Bei den Deutschen Hallenmeisterschaften 1994 konnte er mit der 4-mal-200-Meter-Staffel (gemeinsam mit Jürgen Urban, Norbert Wörlein, Jörg Rößler) des LAC Quelle Fürth/München 1860 in 1:25,72 Minuten den Titel gewinnen.
Neumaier startete für den Ettlinger SV, MTG 1899 Mannheim, LSV Ladenburg, USC Mainz, LAC Quelle Fürth/München 1860, DJK Friedberg und SG Siemens Karlsruhe.

## Persönliche Bestleistungen
- 200 Meter: 21,25 s, 24. Juni 1990 in Kappelrodeck
- Stabhochsprung: 5,00 m, 13. September 1987 in Friedrichshafen
- Zehnkampf: 7958 Punkte, 22. Juli 1990 in Salzgitter